# 471325 Taowu
471325 Taowu è un oggetto transnettuniano. Scoperto nel 2011, presenta un'orbita caratterizzata da un semiasse maggiore pari a 35,713337 UA e da un'eccentricità di 0,332502, inclinata di 110,310879° rispetto all'eclittica.